# Lacus Veris

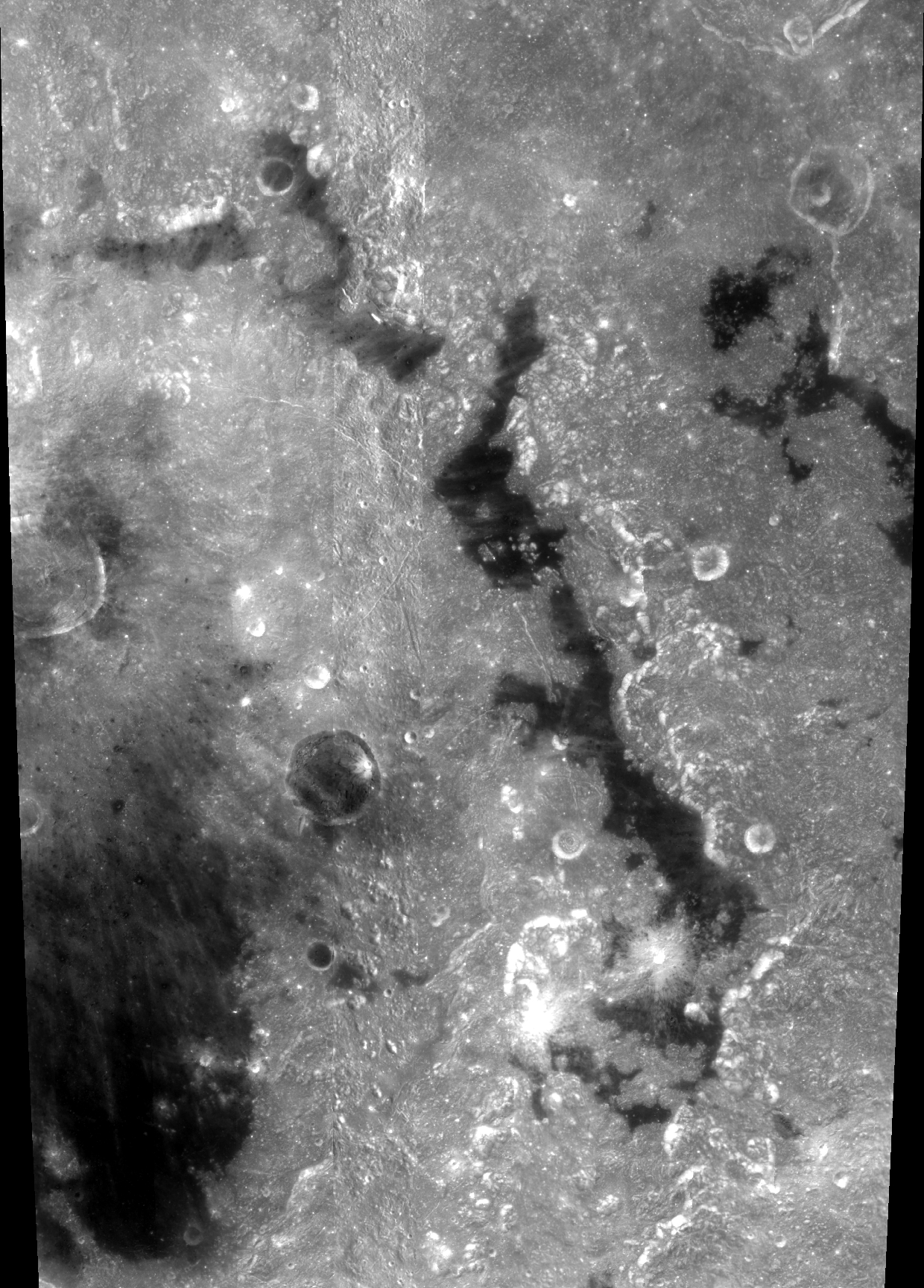
Lacus Veris.

Lacus Veris (česky Jezero jara nebo Jezero jarní) je úzké měsíční moře poblíž západního okraje přivrácené strany Měsíce, resp. je to několik oddělených planin, které mají celkovou plochu cca 12 000 km², délka mezi koncovými body je přibližně 540 km. Střední selenografické souřadnice jsou 16,5° J a 85,6° Z. Pojmenovala jej Mezinárodní astronomická unie v roce 1970. Lacus Veris leží při západní straně severní části pohoří Montes Rook (Rookovo pohoří), směrem na sever se nachází Lacus Autumni (Jezero podzimu) a jihozápadně Mare Orientale (Východní moře).